# Marcos Senna
Marcos Antônio Senna da Silva dit Marcos Senna est un footballeur international espagnol né le 17 juillet 1976 à São Paulo au Brésil ayant évolué au poste de milieu de terrain défensif.
Naturalisé espagnol en 2006, il est sélectionné pour la coupe du monde de 2006 et le championnat d'Europe de 2008. Ses performances de très haut niveau lors de cette dernière compétition sont saluées par les observateurs.

## Carrière
Senna est un milieu défensif complet, réputé pour sa hargne et son abattage dans la récupération, mais également pour ses talents de passeur et sa frappe de balle. Il commence sa carrière au Rio Branco Esporte Clube, en Série C du championnat brésilien (D3). Après avoir gravi en quelques années les échelons du football brésilien, en évoluant notamment aux Corinthians puis à São Caetano, un club plutôt modeste avec lequel il atteint notamment la finale de la Copa Libertadores 2002.
En 2002, il est recruté par le club espagnol de Villarreal CF, où il rencontre d'abord quelques difficultés pour s'imposer. Il trouve une place de titulaire à partir de la saison 2004-2005, qui voit le club à obtenir des résultats inédits. Les valenciens terminent à la troisième place de la Liga et atteignent les quarts de finale de la coupe UEFA en 2005, puis les demi-finales de la Ligue des champions la saison suivante.
Au début de 2006, Senna obtient la nationalité espagnole, ce qui lui permet de postuler à une place dans la Roja. Il est sélectionné pour la première fois le 1er mars 2006 pour un match amical contre la Côte d'Ivoire puis pour la coupe du monde de 2006. Titulaire lors des deux premières victoires en phase de groupe, il rentre en cours de match face à la France en huitième de finale mais ne peut empêcher l'élimination des Espagnols (1-3).
Entre 2006 et 2008, Senna, promu capitaine del submarino amarillo à la suite du départ de Quique Alvarez, se révèle l'un des meilleurs spécialistes du poste. Il mène notamment Villareal à la deuxième place de la Liga en 2008, ce qui lui vaut de remporter le prix Don Balón, récompensant le meilleur joueur de la saison en Espagne.
Sélectionné pour l'Euro 2008 avec l'Espagne, il y est titulaire aux côtés de Xavi. L'Espagne n'encaisse que trois buts (uniquement lors des matchs de poule) et remporte finalement la compétition. Senna réalise des performances saluées par les observateurs, qui lui valent d'être notamment élu meilleur joueur du tournoi par La Gazzetta dello Sport et d'être nommé dans l'équipe-type de la compétition par l'UEFA.
Lors de la saison 2008-2009, Villarreal retrouve en championnat un classement plus conforme à son statut (5e). En Ligue des champions, les Espagnols éliminent notamment les Celtic Glasgow et le Panathinaïkos et accèdent aux quarts de finale, où ils affrontent les Anglais d'Arsenal. Senna ouvre le score de façon spectaculaire lors du match aller (1-1), mais ne joue pas le match retour où les jaunes sont balayés (3-0). La saison suivante est plus difficile, marquée par des soucis physiques récurrents. À 33 ans, il n'est pas sélectionné pour la coupe du monde 2010, remportée finalement par l'Espagne.
À l'issue de la saison 2012-2013, son club remonte en Liga BBVA, la première division espagnole. Mais, à l'été 2013, et alors qu'il est en fin de contrat, Senna signe au New York Cosmos, club de deuxième division nord-américaine. Jusqu'à sa retraite sportive en novembre 2015, il remporte les titres du championnat d'automne en 2013 et du printemps en 2015 ainsi que les séries éliminatoires à deux reprises ces mêmes années.

## Statistiques
Marcos Senna dispute entre 2002 et 2010 plus de 200 matchs de Liga et plus de 40 matchs de compétitions européennes.
| Club        | Saison | Championnat | Championnat | Coupe | Coupe | Coupes européennes | Coupes européennes | Total | Total |
| Club        | Saison | App.        | Buts        | App.  | Buts  | App.               | Buts               | App.  | Buts  |
| ----------- | ------ | ----------- | ----------- | ----- | ----- | ------------------ | ------------------ | ----- | ----- |
| Corinthians |        |             |             |       |       |                    |                    |       |       |
| 2000        | 16     | 0           | -           | -     | -     | -                  | 16                 | 0     |       |
| Total       | 16     | 0           | -           | -     | -     | -                  | 16                 | 0     |       |
| Juventude   |        |             |             |       |       |                    |                    |       |       |
| 2001        | 12     | 1           | -           | -     | -     | -                  | 12                 | 1     |       |
| Total       | 12     | 1           | -           | -     | -     | -                  | 12                 | 1     |       |
| São Caetano |        |             |             |       |       |                    |                    |       |       |
| 2002        | 14     | 1           | -           | -     | -     | -                  | 14                 | 1     |       |
| Total       | 14     | 1           | -           | -     | -     | -                  | 14                 | 1     |       |
| Villarreal  |        |             |             |       |       |                    |                    |       |       |
| 2002–03     | 16     | 2           | 0           | 0     | -     | -                  | 16                 | 2     |       |
| 2003–04     | 8      | 0           | 0           | 0     | -     | -                  | 8                  | 0     |       |
| 2004–05     | 29     | 2           | 0           | 0     | 10    | 0                  | 39                 | 2     |       |
| 2005–06     | 30     | 3           | 1           | 0     | 13    | 1                  | 44                 | 3     |       |
| 2006–07     | 33     | 0           | 4           | 0     | 0     | 0                  | 37                 | 0     |       |
| 2007–08     | 34     | 4           | 5           | 1     | 4     | 1                  | 43                 | 6     |       |
| 2008–09     | 27     | 2           | 0           | 0     | 8     | 2                  | 35                 | 4     |       |
| 2009–10     | 30     | 1           | 3           | 0     | 7     | 3                  | 40                 | 4     |       |
| 2010–11     | 20     | 1           | 1           | 0     | 6     | 0                  | 27                 | 1     |       |
| 2011–12     | 31     | 5           | 1           | 0     | 6     | 0                  | 38                 | 5     |       |
| 2012–13     | 33     | 5           | 0           | 0     | 0     | 0                  | 33                 | 5     |       |
| Total       | 291    | 25          | 15          | 1     | 54    | 7                  | 327                | 28    |       |

### Buts en sélection
| Buts en sélection de Marcos Senna | Buts en sélection de Marcos Senna | Buts en sélection de Marcos Senna | Buts en sélection de Marcos Senna | Buts en sélection de Marcos Senna | Buts en sélection de Marcos Senna | Buts en sélection de Marcos Senna       |
| #                                 | Date                              | Lieu                              | Adversaire                        | Score                             | Résultat                          | Compétition                             |
| --------------------------------- | --------------------------------- | --------------------------------- | --------------------------------- | --------------------------------- | --------------------------------- | --------------------------------------- |
| 1                                 | 10 septembre 2008                 | Estadio Carlos Belmonte, Albacete | Arménie                           | 4-0                               | 4-0                               | Éliminatoires de la Coupe du monde 2010 |

## Palmarès

### En club
- AD São Caetano
  - Copa Libertadores
    - Finaliste : 2002
- SC Corinthians
  - Coupe du monde des clubs de la FIFA
    - Champion: 2000

  - Championnat du Brésil
    - Champion : 1999

  - Championnat de São Paulo
    - Champion : 1999 et 2001
- New York Cosmos
  - NASL
    - Championnat d'automne : 2013
    - Championnat du printemps : 2015

  - NASL
    - Vainqueur: 2013 et 2015

### En sélection
- Espagne
  - Euro
    - Vainqueur : 2008

Distinctions personnelles
- Meilleur joueur de l'Euro 2008 d'après La Gazzetta dello Sport
- Prix Don Balón de meilleur joueur espagnol de la Liga : 2008